# Es labor de todos
Es labor de todos: Dejemos que los niños nos enseñen (titulado en inglés It Takes a Village: And Other Lessons Children Teach Us) es un libro publicado en 1996 por la entonces primera dama de los Estados Unidos, Hillary Rodham Clinton. En él, Clinton presenta su visión para los niños de Estados Unidos, enfocándose en el impacto que los individuos y grupos fuera de la familia tienen, para bien o para mal, en el bienestar de un niño, y aboga por una sociedad que satisfaga todas las necesidades de un niño. El libro fue escrito conjuntamente con la escritora fantasma sin acreditar Barbara Feinman.
El libro se volvió a publicar como una "Edición Especial por su Décimo Aniversario" en 2006 y como un libro ilustrado en 2017.

## Historia
Los editores se habían acercado a Clinton desde la primavera de 1994 con la idea de escribir un libro, y el anuncio del inminente libro llegó en abril de 1995 del editor que eligió, Simon & Schuster. Se originó a raíz del plan de salud Clinton de 1993, esfuerzo liderado por ella y que había sufrido su colapso final en septiembre de 1994, y el libro fue visto por algunos observadores como un esfuerzo para ayudar a remodelar la imagen de Clinton. No era inusual que una primera dama escribiera un libro mientras aún estaba en el cargo, siendo el Millie's Book de Barbara Bush, dirigido a un público infantil, como el ejemplo previo más reciente. Eleanor Roosevelt fue la primera primera dama en escribir libros mientras aún estaba en el cargo, con la publicación de "It's Up to the Women" en 1933, "This Troubled World" en 1938 y "The Moral Basis of Democracy" en 1940, entre otros. Carolyn Reidy, directora de la división de libros comerciales de Simon & Schuster, dijo: "Todos sabemos que Hillary Rodham Clinton ha dedicado la mayor parte de su carrera a los asuntos de la infancia. Pero, aparte de un puñado de artículos y discursos, sus pensamientos sobre estos temas no han ha estado disponible para todos en un formato de fácil lectura. Creo que será un libro inspirador". Al inicio, se pretendía que el libro se publicara en septiembre de 1995, pero las demoras por parte de Clinton provocaron que la publicación se retrasara hasta enero de 1996.
Se estableció que Clinton no recibiría pagos por la redacción que no fueran para cubrir los gastos, y que las regalías de las ventas del libro se destinarían a obras de caridad.
En enero de 1996, Clinton realizó una gira por diez ciudades e hizo numerosas apariciones televisivas para promocionar su libro, a pesar de que con frecuencia era abordada con preguntas sobre su participación en los escándalos Whitewater y Travelgate. El libro estuvo por 18 semanas en la lista de los libros más vendidos del New York Times en 1996, incluyendo tres semanas como el más vendido. Para 2000, ya había vendido 450,000 copias en tapa dura y otras 200,000 en tapa blanda.
El tema del libro, al menos el percibido a partir de su título, despertó una inmediata oposición dentro de los Estados Unidos. El ejemplo más conocido de ello ocurrió durante la elección presidencial de 1996 cuando, durante su discurso de aceptación de su candidatura en la Convención Nacional Republicana, el republicano Bob Dole dijo: "...con todo respeto, estoy aquí para decirles que no es labor de una aldea criar a un niño. Es labor de una familia criar a un niño." Algunos conservadores norteamericanos, como Rush Limbaugh, Andrea Tantaros, y Jonah Goldberg, seguirían criticando el concepto de "aldea" esgrimido por Clinton durante las siguientes dos décadas.
En 1997, Clinton recibió un Premio Grammy al Mejor Álbum Hablado por su versión en audio del libro.
En 2005, el senador Rick Santorum, en una respuesta crítica al libro, escribió It Takes a Family: Conservatism and the Common Good (Se necesita una familia: Conservadurismo y el Bien Común).

## Contenido de la edición en español
- Prólogo: Hillary Rodham Clinton, por Luis Rojas-Marcos
- Es labor de toda la aldea
- Ninguna familia es una isla
- Todo niño ha de tener su paladín
- No se puede medir a todos los niños con el mismo rasero
- Los niños no llegan al mundo con un manual de instrucciones bajo el brazo
- El mundo tiene prisa, no así los niños
- Más vale un gramo de prevención que un kilo de cuidados intensivos
- La seguridad consiste en algo más que instalar alarmas
- Una pala es la mejor herramienta que se puede entregar a un niño
- Los niños son creyentes por naturaleza
- La infancia puede ser una escuela de voluntariado social
- Los hijos son una oportunidad para la igualdad en el empleo
- El cuidado de los niños es un deporte en equipo, no un espectáculo
- Educación = Expectativas
- Ver es creer
- Toda empresa es una empresa familiar
- También los niños son ciudadanos
- Construyamos una aldea digna de nuestros hijos

## Sinopsis
El libro destaca la responsabilidad compartida que la sociedad tiene en criar a los niños satisfactoriamente, examinando una serie de ángulos como se indica en los títulos de los capítulos mencionados anteriormente. Clinton se describe en el libro como una moderada, lo que se evidencia por su combinación de abogar por las reformas sociales impulsadas por el gobierno, al mismo tiempo que adopta valores conservadores.
Clinton señala en el libro muchas instituciones responsables de una manera u otra en criar a los niños, abarcando a la familia directa, abuelos, vecinos, maestros, ministros, médicos, empleadores, políticos, organizaciones sin fines de lucro, comunidades religiosas, empresas y grupos gubernamentales internacionales.
Algunas de los logros e instituciones por las que Clinton aboga en el libro incluyen: la Ley de Licencia Médica y Familiar de 1993, la Ley de Control y Represión de los Delitos Violentos, la policía comunitaria, la Ley Brady, las alertas Amber, inmunizaciones, el Programa de Seguro Médico Infantil, regulación financiera, ampliación del crédito fiscal por hijo, aumentos del salario mínimo, atención médica universal, responsabilidad personal, uniformes escolares, el marco educativo "Objetivos al 2000", etiquetas de advertencia en la música, abstinencia sexual, la píldora del día siguiente, planificación familiar y el matrimonio.

## Interrogantes sobre el proverbio
El título del libro es atribuido a un proverbio africano: "Se necesita a una aldea para criar a un niño" ("It takes a village to raise a child").  El dicho y su atribución como proverbio "africano" estaban en circulación antes de ser adoptado por Clinton como la fuente del título para su libro. De hecho, el dicho previamente sirvió de título de un libro infantil llamado It Takes a Village, por Jane Cowen-Fletcher, publicado en 1994.
La autenticidad del proverbio es debatible, ya que no existe evidencia de que esta frase exacta se haya originado realmente en alguna cultura africana. Sin embargo, se ha observado que numerosos proverbios de distintas culturas en todo África transmiten sentimientos similares de diferentes maneras. Como un afiche en una lista académica decía: "Si bien es interesante buscar el origen del proverbio 'Se necesita una aldea para criar a un niño', sería erróneo adjudicar su origen a una sola fuente... Permítanme brindar unos cuantos ejemplos de sociedades africanas con proverbios que se traducen como 'Hace falta una aldea': En Lunyoro (Banyoro) existe un proverbio que dice: 'Omwana takulila nju emoi', cuya traducción literal es 'Un niño no crece únicamente en un solo hogar'. En Kihaya (Bahaya) hay un dicho: 'Omwana taba womoi', que se traduce como 'Un niño no pertenece a un solo padre u hogar'. En Kijita (Wajita) existe un proverbio que dice: 'Omwana ni wa bhone', que significa que independientemente de los padres biológicos del niño, su crianza pertenece a la comunidad. En suajili, el proverbio 'Asiyefunzwa na mamae hufunzwa na ulimwengu' se aproxima a lo mismo".
En 2016, NPR decidió investigar los orígenes del proverbio y concluyó que no podía precisar sus orígenes, pero estuvo de acuerdo con la discusión de H-Net acerca de que la frase contiene los verdaderos espíritus de algunas culturas africanas. Formaba parte de una clase de dichos atribuidos, con un observador que decía: "Si alguien comienza un aforismo con 'hay un dicho africano', probablemente sea una cita mítica atribuida erróneamente a todo un continente". La propia NPR concluyó: "Lo que encontramos es que se necesitan muchas llamadas telefónicas para rastrear el origen de un proverbio. Y al final, la respuesta podría ser: simplemente no lo sabemos".

## Controversia por escritora fantasma
Clinton ha sido criticada por no dar crédito a una escritora fantasma relacionada con It Takes a Village. Según informes, la mayor parte del libro fue escrito por la escritora fantasma Barbara Feinman. Cuando el libro fue anunciado por primera vez en abril de 1995, el New York Times informó que la editorial Simon & Schuster mencionó que "el libro en realidad será escrito por Barbara Feinman, una profesora de periodismo en la Universidad Georgetown en Washington. La señora Feinman sostendrá una serie de entrevistas con la señora Clinton, quien ayudará a editar el texto resultante".
Feinman trabajó siete meses en el proyecto y se le pagó $120,000 por su trabajo. Feinman, sin embargo, no fue mencionada en ninguna parte del libro. La sección de agradecimientos de Clinton inicia así: "Es labor de toda la aldea conseguir que un libro vea la luz, como muy bien sabe todo el que ha escrito un libro. Son muchas las personas que me han ayudado a llevar este libro a buen puerto, a veces sin saberlo. Y puesto que tantas personas me han ayudado, por miedo a olvidarme de alguna de ellas, no trataré de expresarles mi agradecimiento nombrándolas una a una".  Durante su gira promocional del libro, Clinton dijo: "De hecho, yo escribí el libro... Tuve que escribir mi propio libro para hacerme responsable por cada palabra." Clinton afirmó que Feinman ayudó en entrevistas y realizó algo de redacción editorial al "conectar párrafos", mientras que Clinton misma escribió el manuscrito final a mano.
Esto llevó a Feinman a quejarse al momento en la revista Capitol Style por la falta de reconocimiento. 
En 2001, The Wall Street Journal informó que "los círculos literarios de Nueva York están murmurando con virulencia por la negativa de la senadora Clinton, hasta el momento, a compartir crédito con cualquier escritor que le ayudó en su libro".
Más tarde, en un artículo de 2002 para el The Writer's Chronicle, Barbara Feinman Todd (ahora usando su nombre de casada) contó que el proyecto con Clinton se había dado sin problemas, redactando borradores por turnos. Feinman coincidió en que Clinton estuvo involucrada en el proyecto, pero también sostuvo: "Como cualquier primera dama, la señora Clinton tenía un horario extremadamente agitado y escribir un libro sin ayuda hubiese sido logísticamente imposible." Feinman reitera que su única objeción a todo el proceso fue la falta de reconocimiento. Una biografía de una página web de la Georgetown University sobre Barbara Feinman Todd en 2005 sostiene que It Takes a Village fue uno de los "muchos libros de alto perfil" que ella ha "apoyado, como editora, escritora e investigadora". Feinman Todd escribió más sobre la colaboración en su memoria de 2017 "Pretend I'm Not Here" ("Hacer como si no estoy aquí").

## Edición por décimo aniversario
En 2006, It Takes a Village fue relanzado en una edición especial por su décimo aniversario, con un nuevo diseño de portada e introducción de la autora. Clinton no se retractó de sus conclusiones; durante su propia campaña presidencial en 2007, dijo: "Aún creo que se necesita una aldea para criar a un niño." Y durante su segunda campaña presidencial en 2015, dijo: "Fundamentalmente, [los republicanos] rechazan lo que hace falta para construir una economía inclusiva. Hace falta una sociedad inclusiva. Lo que llamé alguna vez una 'aldea', que tenga un lugar para todos".

## Libro ilustrado
El año 2017 tuvo esfuerzos públicos en marcha para pasar It Takes a Village a una versión ilustrada, un anuncio que se hizo en febrero de ese año. También se anunció que Marla Frazee, dos veces ganadora de la Medalla Caldecott, sería la ilustradora del libro ilustrado; Frazee dijo en un comunicado: "Me siento profundamente honrada de ayudar a transmitir el trabajo de toda una vida y la devoción al servicio público de Hillary Clinton, que me ha inspirado a mí y a millones de personas más, a los niños y a aquellos que los aman".  Al igual que con el libro original, las ganancias netas del libro ilustrado se destinarían a obras de caridad.
De hecho, Clinton había contemplado la idea de hacer esto durante varios años y trabajó en ello con Frazee durante su campaña presidencial de 2016. El resultado se publicó el 12 de septiembre de 2017, el mismo día de la publicación de su testimonio acerca de su devastadora derrota en esa elección, Lo que pasó.
El libro está dirigido a niños en edad preescolar, aunque es más probable que los adultos entiendan algunos mensajes y contiene unas 117 palabras.  El Washington Post caracterizó el trabajo de la siguiente manera: "Captura perfectamente la visión de Clinton de una Norteamérica multicultural que trabaja hacia un objetivo constructivo. Tan esperanzador y progresista, el libro podría incluso llamarse 'Lo que no pasó'".
Una reseña del libro en Shelf Awareness, una publicación de la industria, dijo que el libro ilustrado adoptó una perspectiva algo diferente del original, centrándose más en las acciones de los niños que de los adultos.  La reseña elogió especialmente la obra artística, diciendo que "Al igual que con todas sus obras, las ilustraciones de Frazee explotan de vida... Su arte a lápiz y acuarela es vibrante y lleno de acción, la historia contada en su totalidad a través de sus ilustraciones de los altibajos cotidianos de las personas que trabajan juntas para crear algo nuevo y hermoso".

## En la cultura popular
El libro fue parodiado en una canción de Tim Wilson de 1999, "It Takes a Village to Raise a Nut" ("Es labor de toda una aldea criar a un idiota"). 